# Szabados László (színművész)

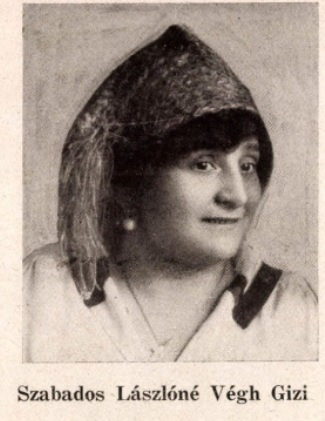
Szabados Lászlóné, Végh Gizella színésznő portréja a Magyar színművészeti lexikonban (1931)

Szabados László, születési nevén Schweiger Lipót (Adony, 1874. november 12. – Budapest, 1935. október 28.) színész, színigazgató.

## Életútja
1899 tavaszán kezdődött színészi pályája Micsei F. György színigazgatónál. 1901–1912-ben Halmai Imrénél működött, majd 1906. február 15-én igazgató lett. Járt 1908 őszén Késmárkon, 1910-ben Gyöngyösön és Turócszentmártonban, 1911-ben Érsekújváron és Balassagyarmaton. 1911-től 1913-ig egy stagione-társulat élén állt.  1913. szeptember 6-án Erzsébetvárosban működött, miután elnyerte a második erdélyi színikerületet. 1916. március 8-án Baján, szeptember 2-án Komáromban játszott. 1917-ben Nyitrán volt, 1918 nyarán Újpestre vonult be. 1919–20-ban Hódmezővásárhelyen és Szarvason, 1920 és 1923 között az Alföldön működött. 1923-ban nyugalomba ment.
Érdemei közé tartozik többek között, hogy sok ambícióval fedezett fel új tehetségeket. Agilis tanácsosa volt hét éven át az Országos Színészegyesületnek, ahol ő indítványozta és vitte keresztül a színészek külföldi tanulmányi ösztöndíjának létesítését és rendszeresítését. A jegypótdíjat a színésznyugdíj javára ő szedte először, 1910 márciusában Liptószentmiklóson.
A Kozma utcai izraelita temetőben nyugszik.

## Családja
Felesége Végh Gizella (1882–?) színésznő volt, aki 1901 áprilisában lépett színi pályára, majd férje társulatával járta a vidéket és mint kiváló operettszubrett aratta sikereit. 1923-ban visszavonult.
Gyermekeik:
- Szabados Sándor (1904–?) színész. Felesége Kovács Erzsébet Katalin.
- Szabados András Gyula (1909–1957) szerkesztő, költő. Felesége Kárpáti Éva Magdolna.

## Művei
- Színházi Élet. Visszaemlékezések, mozaikképek a kecskeméti városi színház négyéves múltjából. Kecskemét, 1900. Társszerző: Somlár Zsigmond.